# Mỹ Tho
Mỹ Tho (Mytho pendant toute la période coloniale française) est une ville du Sud du Viêt Nam, capitale de la province de Tiền Giang, dans le delta du Mékong. La commune compte 168 000 habitants (2004) dont environ 110 000 habitent au centre-ville.
Située sur le bras le plus septentrional du Mékong, cette ville de l'ancienne Cochinchine française a donné son premier nom au futur navire-école Armorique.

## Toponymie
La ville porte le nom de la rivière Mỹ Tho, qui signifie beaux (Mỹ) roseaux (Tho).

## Histoire
Mỹ Tho a été fondée dans les années 1680 par des réfugiés chinois ayant fui Taïwan au moment de la victoire du général Shi Lang de la dynastie Qing sur les derniers partisans des Ming du sud en 1683. La région faisait alors partie de l'empire khmer et elle ne fut annexée par le Viêt Nam qu'au XVIIIe siècle.
Du fait de sa proximité de Saïgon, Mỹ Tho est un point d'entrée traditionnel dans le delta du Mékong. Dès le XVIIe siècle, elle était devenue un des plus grands centres commerciaux du sud de l'actuel Viêt Nam.
Dans les années 1860, Mỹ Tho, comme Saïgon, joua un rôle stratégique dans la campagne de Cochinchine (1858-1862). La Prise de Mỹ Tho le 12 avril 1861 fut considérée comme une étape importante dans l'établissement de la domination française au Viêt Nam.
À l'époque de l'Indochine française, l'économie de la ville continua à prospérer, attirant plus d'immigrants chinois, principalement du Guandong (région de Chaozhou). En 1876, la province de Mỹ Tho fut une des six créées dans le sud-ouest de la Cochinchine.

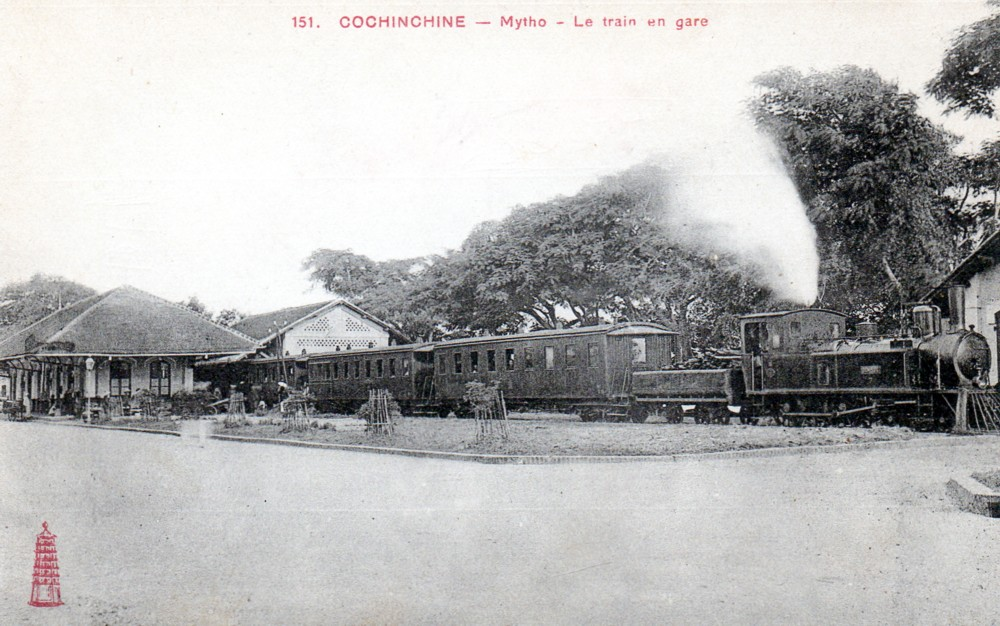
La gare de Mytho en 1905.

En 20 juillet 1885, Mỹ Tho devint le terminus de première ligne ferroviaire du Viêt Nam, qui la reliait à Saïgon.
Elle donne son nom à une canonnière de Cochinchine, le Mytho qui sera sabordée avec le Paul-Bert, l’Avalanche et l’Amiral-Charner à My Tho, la Marne, le Lapérouse et le Capitaine-Coulon à Can Tho lors du Coup de force japonais de 1945 en Indochine.
Durant la Seconde Guerre mondiale, le gouvernement de Vichy emprisonna des étrangers à Mỹ Tho. En mai 1945, les Japonais s'emparèrent de ces camps de crainte d'une attaque alliée. Les étrangers restèrent prisonniers jusqu'à la fin de la guerre, mais leur régime ne fut pas trop pénible, comparé à celui d'autres camps d'Asie du Sud-Est.
En octobre 1945, la ville est réoccupée par les troupes françaises débarquée par la marine.
Lors de la guerre du Vietnam, My Tho sera un important centre stratégique. C'est dans un village proche qu'a lieu l'une des premières batailles d'une guerre qui n'est alors pas officielle, la bataille d'Ấp Bắc en 1963.

## Économie
Aujourd'hui l'économie de la ville est basée sur le tourisme, la pêche et le commerce de produits agricoles comme les noix de coco, les bananes et les longanes.

## Transports
My Tho est reliée au reste du pays par la route nationale 1A et par le fleuve Antérieur. 
Les habitants de My Tho se déplacent principalement à moto, à bicyclette et en bateau.
Historiquement, My Tho possède la première voie ferrée (environ 70 km de long) au Vietnam qui était l'un des moyens de transport les plus modernes au monde.
Mise en service en 1885, elle reliait Saigon et My Tho. 
Cependant, elle a été détruite dans les années 1960.

## Cultes

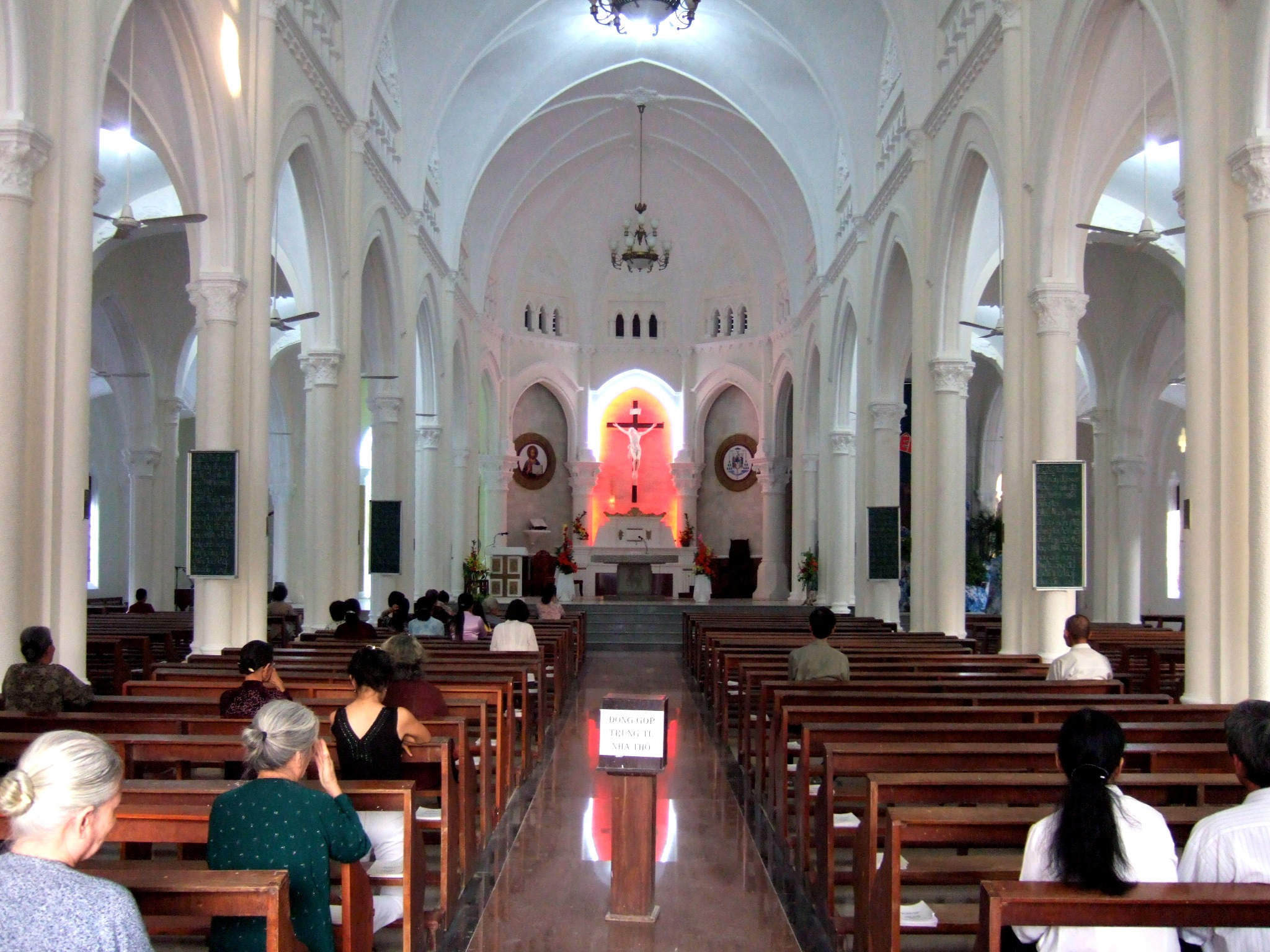
Intérieur de la cathédrale de l'Immaculée-Conception.

- Cathédrale de l'Immaculée-Conception (catholique). La région a été évangélisée à partir du milieu du XVIIe siècle avec la fondation du vicariat apostolique de Cochinchine orientale et l'arrivée des Missions étrangères de Paris. La cathédrale est le siège du diocèse de My Tho, érigé en 1960.